# Maria Robaszkiewicz
Maria Robaszkiewicz (ur. 28 maja 1952 w Kwidzynie) – polska aktorka filmowa i teatralna.
W 1976 ukończyła studia na PWSFTviT w Łodzi. W latach 1976–1977 pracowała we Teatrze im. Stefana Żeromskiego w Kielcach. W latach 1977–1982 występowała w Teatrze Nowym w Poznaniu. Następnie podjęła pracę w Teatrze Powszechnym w Warszawie. W latach 1988–1993 należała do Zespołu Teatralnego Janusza Wiśniewskiego. Od 1997 roku ponownie występuje w Teatrze Powszechnym im. Zygmunta Hübnera w Warszawie.

## Wybrana filmografia
- 1975: Dzieje grzechu
- 1976: Przepłyniesz rzekę
- 1978: Sowizdrzał Świętokrzyski
- 1980: Zajęcia dydaktyczne
- 1980: Gorączka
- 1986: Maskarada
- 1986: Cudowne dziecko
- 1988: Zakole
- 1988: Gdzieśkolwiek jest, jeśliś jest...
- 1993: Trzy kolory. Biały
- 1994: Bank nie z tej ziemi − matka Hani (odc. 11)
- 1995: Sukces
- 1999: Pierwszy milion (serial)
- 1999: Krugerandy
- 1999: Dług
- 2000: Wielkie rzeczy
- 2000: Pierwszy milion
- 2000–2001: Miasteczko
- 2004: Mój Nikifor
- 2005: Pensjonat pod Różą
- 2008: Czas honoru